# Estados-membros da União Europeia

Bandeira da União Europeia.

A União Europeia (UE) foi criada originalmente por seis Estados fundadores em 1957, crescendo até aos atuais 27 Estados-membros. Houve sete alargamentos sucessivos (1973, 1981, 1986, 1995, 2004, 2007 e 2013). O maior ocorreu em 1 de maio de 2004, quando dez Estados aderiram.
A União Europeia tem 27 Estados-membros desde 31 de janeiro de 2020, com a saída do Reino Unido. Há negociações em curso com outros estados (Montenegro e Turquia) e outros países são pré-candidatos (Sérvia e República da Macedónia), enquanto a Bósnia e Herzegovina e o Cosovo manifestaram intenção de futuramente iniciar o processo de candidatura. O processo de alargamento é algumas vezes referido como Integração Europeia. Contudo este termo é também usado para referir a intensificação da cooperação entre os estados. Quatro países europeus não são candidatos à adesão, mas mantêm com a União Europeia acordos de livre-comércio: Liechtenstein, Islândia, Noruega e Suíça.
A 28 de Fevereiro de 2022, a Ucrânia oficializou a sua candidatura à União Europeia. Logo a seguir, a 3 de Março de 2022 a Geórgia e a Moldávia apresentaram também oficialmente as suas candidaturas de adesão à União.
Para aderir à União Europeia, um estado precisa de satisfazer os critérios económicos e políticos, conhecidos como Critérios de Copenhaga. De acordo com o Tratado da União Europeia, cada estado-membro e o Parlamento Europeu têm de estar em acordo com qualquer alargamento.

## Território e estados-membros
| Países                 | Na língua local             | *  |
| Alemanha               | Deutschland                 | DE |
| Áustria                | Österreich                  | AT |
| Bélgica                | België / Belgique / Belgien | BE |
| Bulgária               | България                    | BG |
| Chéquia                | Česká republika             | CZ |
| Chipre                 | Κύπρος                      | CY |
| Croácia                | Hrvatska                    | HR |
| Dinamarca              | Danmark                     | DK |
| Eslováquia             | Slovensko                   | SK |
| Eslovénia              | Slovenija                   | SI |
| Espanha                | España                      | ES |
| Estónia                | Eesti                       | EE |
| Finlândia              | Suomi / Finland             | FI |
| França                 | France                      | FR |
| Grécia                 | Ελλάδα                      | GR |
| Hungria                | Magyarország                | HU |
| Irlanda                | Éire                        | IE |
| Itália                 | Italia                      | IT |
| Letónia                | Latvija                     | LV |
| Lituânia               | Lietuva                     | LT |
| Luxemburgo             | Luxembourg                  | LU |
| Malta                  | Malta                       | MT |
| Países Baixos          | Nederland                   | NL |
| Polónia                | Polska                      | PL |
| Portugal               | Portugal                    | PT |
| Roménia                | România                     | RO |
| Suécia                 | Sverige                     | SE |
| Em negociação          |                             |    |
| Albânia                | Shqipëria                   | AL |
| Macedónia do Norte     | Македонија                  | MK |
| Moldávia               | Moldova                     | MD |
| Montenegro             | Crna Gora / Црна Гора       | ME |
| Sérvia                 | Србија                      | RS |
| Ucrânia                | Україна                     | UA |
| Candidatos             |                             |    |
| Bósnia e Herzegovina   | Bosna i Hercegovina         | BA |
| Geórgia                | საქართველო                  | GE |
| Negociações congeladas |                             |    |
| Turquia                | Türkiye                     | TR |

| \| \| \| Estados membros da União Europeia (27 desde 31 de janeiro de 2020). Estados candidatos reconhecidos à admissão na União Europeia (6 desde 20 de novembro de 2016). \|               |
| Região ultraperiférica da União Europeia França: Guiana Francesa (GF ) - Guadalupe (GP) - Reunião (RE) - Martinica (MQ) Portugal: Madeira (Mad) - Açores (Azo) Espanha: Ilhas Canárias (Can) |
| (*)= ISO 3166-1 |
| |
| Estados membros da União Europeia (27 desde 31 de janeiro de 2020). Estados candidatos reconhecidos à admissão na União Europeia (6 desde 20 de novembro de 2016).                           |

| |
| Estados membros da União Europeia (27 desde 31 de janeiro de 2020). Estados candidatos reconhecidos à admissão na União Europeia (6 desde 20 de novembro de 2016). |

|  | A Alemanha, oficialmente a República Federal da Alemanha, é um país na Europa Central. Faz fronteira a norte com o Mar do Norte, com a Dinamarca, e com o Mar Báltico, a Este com a Polónia e com a Chéquia, a sul com a Áustria e Suíça, e a Oeste com a França, com o Luxemburgo, com a Bélgica e com os Países Baixos. A Alemanha é uma democracia constitucional e uma república federal de dezasseis Estados. É membro das Nações Unidas, NATO, G7 e do G4, e um membro fundador da União Europeia. É o país mais rico da União Europeia. |
|  | A Áustria, oficialmente República da Áustria, é um país na Europa Central. Faz fronteira com a Alemanha e a Chéquia a norte, com a Eslováquia e Hungria a este, com a Eslovénia e Itália a sul, e com a Suíça e Liechtenstein a oeste. A sua capital é Viena. A Áustria é uma democracia parlamentar constituída por nove estados federais. É um dos seis países europeus que declararam permanente neutralidade e um dos poucos países que incluem o conceito de neutralidade duradoura na sua constituição. A Áustria é membro das Nações Unidas desde 1955 e aderiu à União Europeia em 1995.                                                                                    |
|  | O Reino da Bélgica é um país na Noroeste da Europa que faz fronteira com os Países Baixos, a Alemanha, o Luxemburgo e a França. A Bélgica tem uma população de mais de 10 milhões de habitantes, numa área de 30,000 km². Historicamente, a Bélgica faz parte do Benelux, que também incluem os Países Baixos e o Luxemburgo. A Bélgica é um estado-membro fundador da União Europeia, onde se encontra uma grande parte das suas instituições, assim como outras organizações internacionais como a NATO. |
|  | A Bulgária, oficialmente a República da Bulgária, é um país no Sudeste da Europa, e o mais velho país contemporâneo na Europa. Faz fronteira com o Mar Negro a este, com a Grécia e a Turquia a sul, com a Sérvia e a República da Macedónia a oeste, e com a Roménia a norte, ao longo do rio Danúbio. A Bulgária é um membro da NATO e aderiu à União Europeia em 1 de janeiro de 2007. O país é membro das Nações Unidas desde 1955, e é um membros fundador da Organização para a Cooperação e Desenvolvimento Económico. |
|  | O Chipre é uma ilha-nação, no leste do Mar Mediterrâneo a sul da península da Anatólia e a este das ilhas gregas de Rodes e Kastelorizo. É a terceira maior ilha do Mediterrâneo. A República de Chipre é dividida em seis distritos. A antiga colónia inglesa tornou-se independente em 1960. É membro da União Europeia desde 1 de maio de 2004. O seu território encontra-se dividido desde 1974 devido à proclamação da República Turca do Norte de Chipre, não reconhecida internacionalmente. |
|  | A Croácia é uma república do centro-sul da Europa com uma população superior a 4,2 milhões. Confina a norte com a Eslovénia e a Hungria, a leste com a Sérvia, a Bósnia e Herzegovina e o Montenegro e a sul com o mar Adriático. A capital é Zagrebe. O país tem numerosas ilhas, é uma democracia parlamentar e é membro da União Europeia desde 1 de julho de 2013. |
|  | O Reino da Dinamarca é o menor país dos Países Nórdicos. Localizado a norte do seu vizinho, Alemanha a única fronteira terrestre, sudoeste da Suécia, e a sul da Noruega. Pelo ponto de vista cultural, a Dinamarca mesmo não estando localizado na península Escandinava, pertence à família dos países escandinavos. A sua capital é Copenhaga. Depois de 200 anos de absolutismo, tornou-se uma monarquia constitucional em 1849. |
|  | A Eslováquia, oficialmente a República Eslovaca, é uma república do Centro da Europa com uma população superior a 5 milhões. Confina a norte com a República Checa e Polónia, a leste com a Ucrânia, a sul com a Hungria e a oeste com a Áustria. A capital é Bratislava. É uma democracia parlamentar e membro da União Europeia desde 1 de maio de 2004. |
|  | A Eslovénia, oficialmente a República da Eslovénia, é um pequeno país da Europa Central, limitado a norte pela Áustria, a leste pela Hungria, a leste e a sul pela Croácia e a oeste pela Itália e pelo mar Adriático. A sua capital é Liubliana. É membro da União Europeia e da NATO. |
|  | A Espanha, oficialmente o Reino de Espanha é um país localizado no sudoeste da Europa com dois exclave no Norte de África. É uma democracia organizada como monarquia parlamentar. Faz fronteira com Portugal e Gibraltar, com França e Andorra ao longo dos Pirenéus. A Espanha aderiu à União Europeia em 1 de janeiro de 1986 juntamente com Portugal, e é também membro da Zona Euro. |
|  | A Estónia, oficialmente a República da Estónia, é um país no Norte da Europa. Tem fronteiras terrestres a sul com a Letónia (339 km) e a este com a Rússia (229 km). É separada da Finlândia no Norte pelo Golfo da Finlândia e da Suécia a oeste pelo Mar Báltico. A Estónia é membro da União Europeia desde 1 de maio de 2004 e da NATO desde 29 de Março de 2004. A Estónia é uma democracia constitucional, com um presidente eleito no parlamento. |
|  | A República da Finlândia, é um dos Países Nórdicos. Situada na Europa do Norte, faz fronteira com a Suécia a Oeste, com a Rússia a Este e com a Noruega a norte. O Mar Báltico com o Golfo da Finlândia a sul e o Golfo da Bótnia a oeste limitam o resto das fronteiras da Finlândia. As Ilhas Åland, a sudoeste são uma Região Autónoma da Finlândia. A Finlândia aderiu à União Europeia em 1995. |
|  | A França, oficialmente a República Francesa, está localizada maioritariamente na Europa Ocidental e tem várias regiões ultraperiféricas localizadas noutros continentes. No continente europeu estende-se desde o Mar Mediterrâneo até ao Canal da Mancha e o Mar do Norte e desde o rio Reno até ao Oceano Atlântico. A República Francesa é uma democracia organizada como um Estado Unitário e uma República com um sistema semi-presidencial. A França é um dos membros fundadores da União Europeia, e tem a maior área de entre todos os membros; também é um membro fundador das Nações Unidas, e é membro da Francofonia, do G7, e da União Latina.                         |
|  | A Grécia, oficialmente a República Helénica é um país no Sudeste da Europa e confina a norte com a República da Macedónia, com a Bulgária, e com a Albânia, a leste com a Turquia, quer em fronteira terrestre, quer com fronteira marítima no Mar Egeu, a sul com o Mar Mediterrâneo e a oeste com o Mar Jónico, através do qual tem ligação a Itália. É membro da União Europeia desde 1981 e um membro da União Económica e Monetária desde 2001. |
|  | A Hungria, oficialmente a República da Hungria, é um país na Europa Central, que faz fronteira com a Áustria, Eslováquia, Ucrânia, Roménia, Sérvia, Croácia, e Eslovénia. A Hungria é membro da NATO desde 1999 e aderiu à União Europeia em 11 de maio de 2004. A Hungria é subdividida administrativamente em 19 regiões e a sua capital é Budapeste. O governo húngaro expressou o desejo de adoptar o euro em 2010. |
|  | A República da Irlanda está localizada na ilha com o mesmo nome ao Noroeste da Europa, ocupando cinco sextos da ilha. É membro da União Europeia e um país desenvolvido. Com uma população um pouco maior que 4,2 milhões. O resto da ilha é ocupado pela Irlanda do Norte e é politicamente e administrativamente parte do Reino Unido. |
|  | A Itália, oficialmente a República Italiana, é um país localizado na Europa do Sul, ocupando a quase totalidade da Península Itálica, mais as ilhas da Sardenha e Sicília. A capital da Itália é Roma, que é também a maior cidade do país. Compreende o vale do rio Pó, a Península Itálica e as duas maiores ilhas no Mar Mediterrâneo, a Sicília e a Sardenha. O Estado italiano é atualmente uma república parlamentar. São Marinho e a Cidade do Vaticano são enclaves no território italiano. Também pertence ao país a comuna de Campione d'Italia, um enclave no território da Suíça de língua italiana. A Itália é um membro do G7 e um membro fundador da União Europeia. |
|  | A Letónia, oficialmente a República da Letónia, é um país no Norte da Europa. A Letónia é uma das três Repúblicas Bálticas. Limita a norte com a Estónia, a leste com a Rússia, a sul com a Bielorrússia e a Lituânia e a oeste com o mar Báltico. A sua capital é Riga. É membro da União Europeia desde 1 de maio de 2004. |
|  | A Lituânia, oficialmente a República da Lituânia, é um país no Norte da Europa. A Lituânia é uma das três Repúblicas Bálticas. Limita a norte com a Letónia, a leste e a sul com a Bielorrússia, a sul com a Polónia, a sul e a oeste com o enclave russo de Kaliningrado e a oeste com o mar Báltico. A capital é Vilnius. A Lituânia adiriu à União Europeia em 11 de maio de 2004. Aderiu às Nações Unidas em 17 de setembro de 1991. Em 31 de maio de 2001, a Lituânia tornou-se o 141º membro da Organização Mundial do Comércio. |
|  | O Luxemburgo, oficialmente o Grão-Ducado do Luxemburgo, é um pequeno país situado na Europa Ocidental, faz fronteira com a Bélgica, França e Alemanha. É uma Democracia parlamentar assim como uma Monarquia constitucional governada pelo Grão-duque. É o único Grão-ducado independente do mundo, e um dos estados fundadores da União Europeia, da NATO, das Nações Unidas, do Benelux. Cidade do Luxemburgo, é a capital e a maior cidade, sede de muitas instituições e agências da União Europeia. |
|  | Malta, oficialmente a República de Malta, é um arquipélago densamente povoado no meio do mar Mediterrâneo, a sul da Sicília, a este da Tunísia e a norte da Líbia. Malta é membro da União Europeia desde 1 de maio de 2004, e é o menor país da União em termos de população e área. É a única nação do mundo que recebeu a distinção da Cruz de S. Jorge e ainda pode ser vista uma réplica na bandeira de Malta. |
|  | Os Países Baixos são um país situado no noroeste da Europa, são uma democracia parlamentar sob uma monarquia constitucional. Limitam a norte e a leste com o Mar do Norte, a oeste com a Alemanha e a sul com a Bélgica. São um dos estados fundadores do Benelux, da NATO e da União Europeia. Haia é a sede do governo, assim como de muitas instituições e agências da União Europeia. A residência real é em Amesterdão. |
|  | Polónia oficialmente a República da Polónia, é um país da Europa Central que limita com a Alemanha a oeste, com a República Checa e a Eslováquia ao sul, com a Ucrânia e a Bielorrússia a leste e com a Lituânia e o enclave russo de Kaliningrado ao norte. É banhada pelo Mar Báltico ao norte. Possui ainda uma fronteira marítima com a Dinamarca e a Suécia. Membro da União Europeia, NATO, Nações Unidas e da Organização Mundial do Comércio. A sua capital é Varsóvia. |
|  | Portugal, oficialmente a República Portuguesa, Localizado no sudoeste da Europa, na Península Ibérica, é o pais mais ocidental do continente. Faz fronteira a norte e a este com Espanha e a oeste e a sul com o Oceano Atlântico. Os arquipélagos no Atlântico - Açores e Madeira - são regiões autónomas. Portugal é um membro da União Europeia, das Nações Unidas, e membro fundador da Zona Euro, OCDE, da NATO e da União Latina. |
|  | A República Checa é um país na Europa Central e é membro da União Europeia desde 1 de maio de 2004. Faz fronteira com a Polónia a norte, com a Alemanha a noroeste e a oeste, com a Áustria a sul, e com a Eslováquia a este. A sua capital e a maior cidade é Praga. As outras maiores cidades incluem Brno, Ostrava e Plzeň. O país é constituído por cinco regiões na Boémia e Morávia, e partes da Silésia. |
|  | A Roménia é um país no Sudeste da Europa. Faz fronteira com a Hungria e a Sérvia a oeste, com a Ucrânia e a Moldávia a Nordeste, e com a Bulgária a sul. A este faz fronteira com o Mar Negro, e os Montes Cárpatos percorrem o centro do país de norte a sul. A sua capital e a maior cidade é Bucareste. É membro desde 2004 da NATO e da União Europeia desde 2007. É também membro da União Latina. |
|  | O Reino da Suécia é um país da Escandinávia, limitado a oeste e norte pela Noruega, a leste pela Finlândia e pelo Golfo de Bótnia, a leste e sul pelo Mar Báltico e a oeste pelo estreito de Categate, que a separa da Dinamarca. Aderiu à União Europeia em 1995. A capital é Estocolmo. |

## Ex-membros
| País        | Ingresso             | Saída                  | Tempo na União Europeia     |       |
| ----------- | -------------------- | ---------------------- | --------------------------- | ----- |
| Reino Unido | 1 de janeiro de 1973 | 1 de fevereiro de 2020 | 47 anos, 0 meses, e 31 dias | [ 3 ] |